# 周定一
周定一（1913年11月—2013年1月14日），笔名周因梦、因梦、许令芳、尹梦华等，湖南酃县（现炎陵县）人，当代语言学家，中国社会科学院语言研究所研究员，中国社会科学院荣誉学部委员。

## 生平
儿时在酃县五都小古塘当地读私塾，后转入县立第二高级小学，中学在湖南省立岳云中学，后转入上海浦东中学上高中。后因一·二八事變，转入南京中央大学实验学校。1935年被北京大学中国语言文学系录取。后卢沟桥事变爆发，北京大学与其他学校迁入云南组成西南联合大学，1939年周定一从西南联合大学毕业。毕业后在昆明中法中学任职，后先后任教于西南联合大学和北京大学。1950年，中国科学院语言研究所成立（后归属中国社会科学院），周定一调入语言研究所。先后担任《中国语文》杂志常务编委、《现代汉语词典》编审委员、中国社会科学院语言研究所近代汉语研究室主任。1987年退休。2006年被评为中国社会科学院荣誉学部委员。

## 出版物
编撰了数十篇(本)学术论文和著作:
著作：《红楼梦语言词典》、论文：《所字别义》、《〈红楼梦〉里的词尾“儿”和 “子”》、《酃县客家话语法特点》、《博闻强记得郭璞》（原署名周因梦）、《音译词和音译的消长》、《红楼梦词汇中的标音问题》、《红楼梦的“茄”一词辨正》、《关于“掌不住”》、《扬雄和他的“方言”》、《酃县客家话研究》、《酃县客家话特殊词汇例释》、《词汇的新陈代谢》、《论文艺作品中的方言土语》、《谈汉语规范化》《语言研究与应用》。